# Festival zdraví a pohody

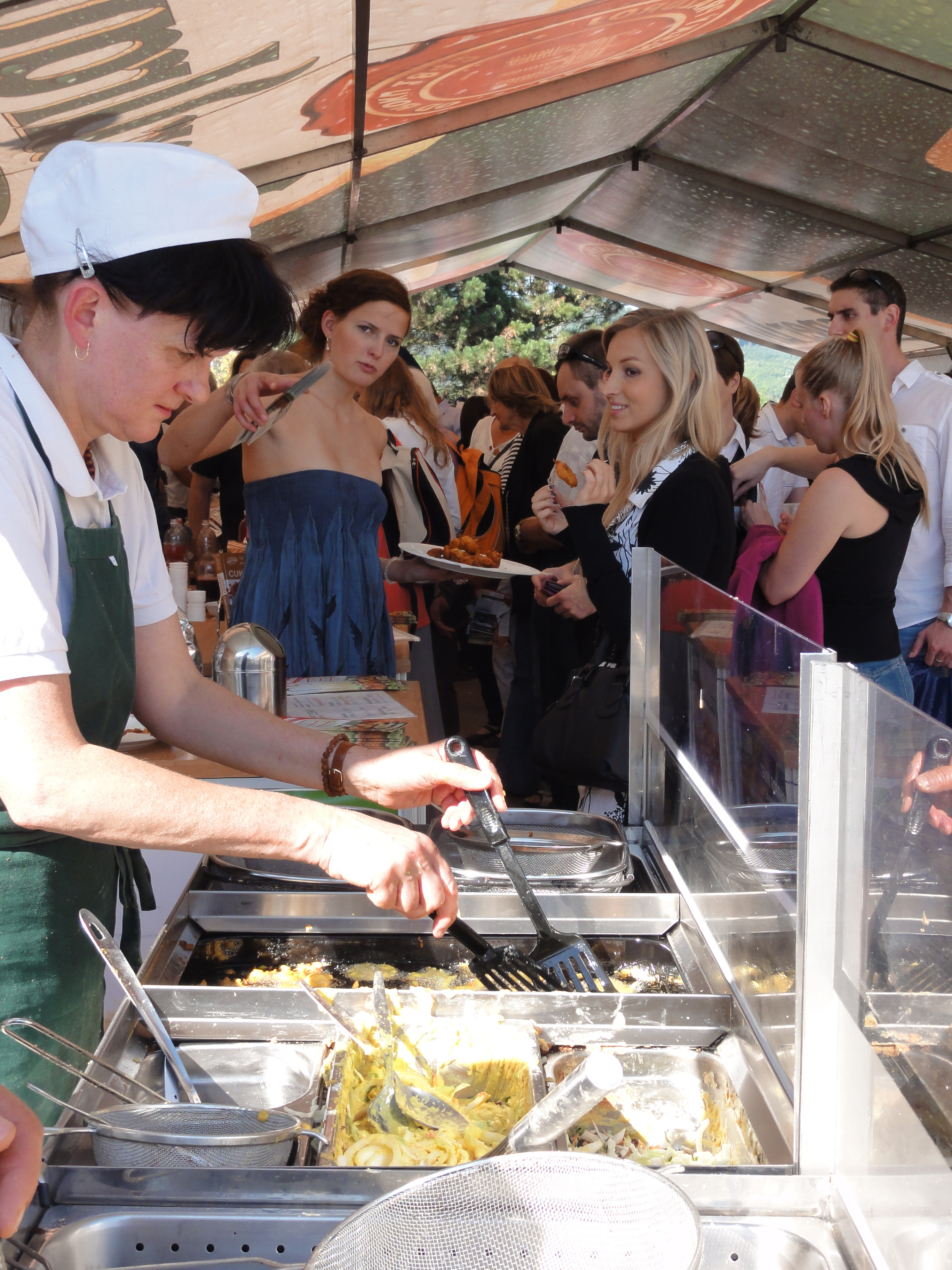
Festival 2011

Festival zdraví a pohody byl dobrovolnická akce pro veřejnost probíhající v Brně v Bystrci (v letech 2011 až 2014) a v Lužáneckém parku (v letech 2015 až 2016). Na první ročník festivalu přišlo 15 tisíc návštěvníků.
Festival zdraví a pohody byl koncipován jako jednodenní festival prezentující možností zdravého způsobu života. Důraz byl kladen na aktivní zapojení návštěvníků a osobní zkušenost.
Festival byl rozdělen na hlavní denní program pro veřejnost s volným vstupem a večerní společenský program.
Festival zdraví a pohody, i když vznikl a byl realizován nezávisle, byl později začleněn do rámce akcí Brněnské dny pro zdraví, kde se stal nejrozsáhlejší a nejnavštěvovanější akcí.

## Program festivalu

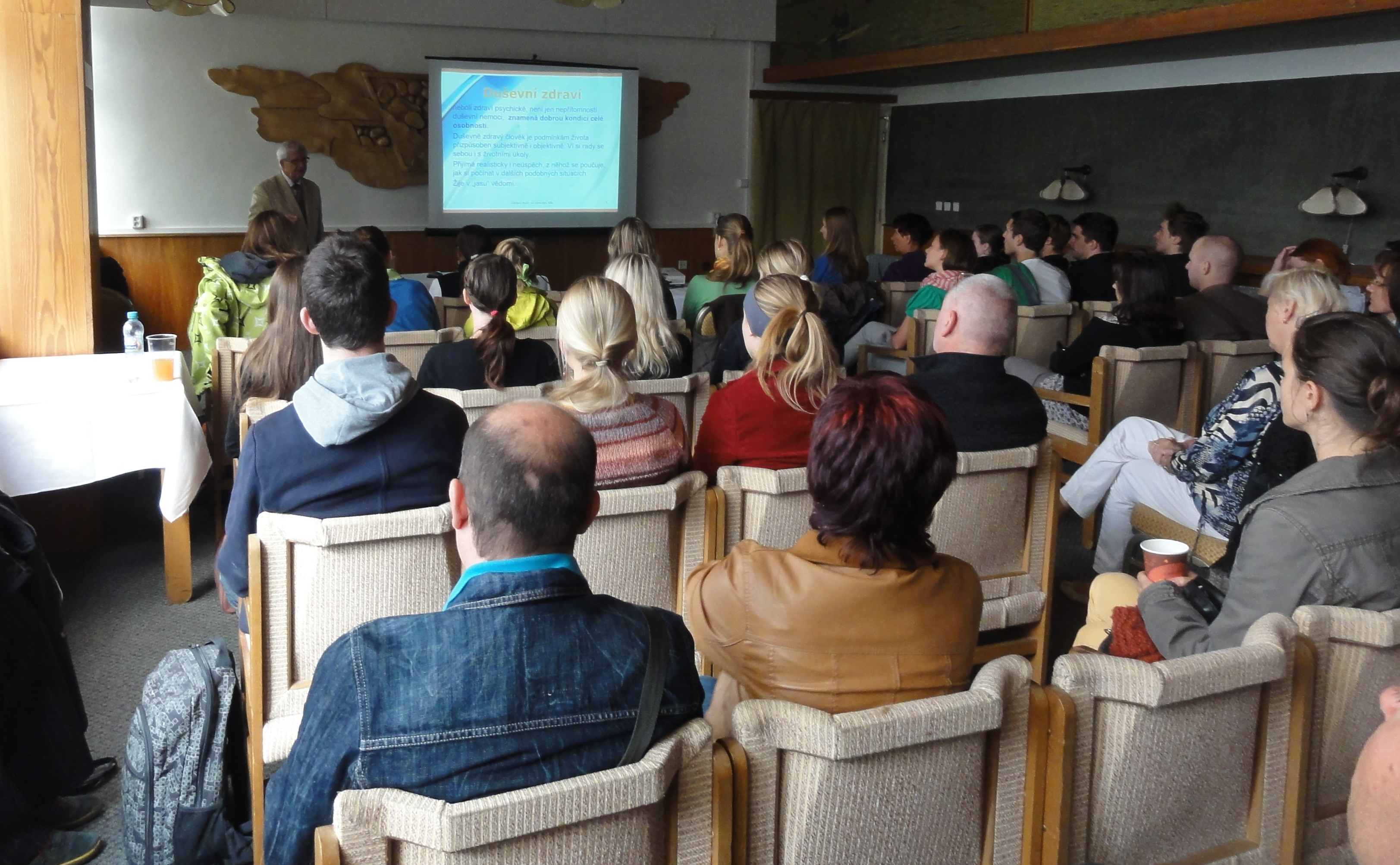
Festival 2013, přednáška

Denní program festivalu měl v jednotlivých ročnících 20–30 aktivit. Ty se mohly v každém ročníku lišit, ale průřezově ty byly tyto:
- trhy (farmářský, bylinkový, olejnin, cereální apod.)
- zdravé občerstvení a ochutnávky zdarma, brněnské zdravé a veggie restaurace, čajovna apod.)
- pohybové aktivity (jóga, tai-chi, qigong, masáže, kompenzační cvičení, cyklojízda apod.)
- duchovní aktivity (meditační koutek apod.)
- umělecké aktivity (divadelní dílna, výstavy obrazů, výroba mandal ze semen, semínkové tvoření, malování apod.)
- poradenské aktivity (výživa, bylinky, mateřství a rodičovství apod.)
- aktivity pro děti (jóga, vaření, skautské centrum, táborníci, lezecká stěna, výroba draků, prolézačky apod.)
- zvířata (minikurz výcviku psů, chovatelské poradenství, poníci apod.)
- stolní hry pro dospělé a děti
- přednášky
- koncerty
- cirkus LeGrando (2015 a 2016)
- aktivity Infinit Centra v Hotelu Santon (2011–2014) – kondiční cvičení, plavání s dětmi
- aktivity z lužáneckého centra volného času (2015 a 2016)
- výlet parníkem a návštěva hradu Veveří (v roce 2011)

Večerní část akce byla určena pro pořadatele a hosty a měla bohatý gastronomický a kulturní program. Prvního ročníku se účastnilo 120 pozvaných hostů. Na rautu se podávala pouze vegetariánská jídla a k pití voda s citrónovou šťávou, čerstvý džus z ovoce a nealkoholické pivo. Návštěvníci mohli zhlédnout ukázky indických a irských tanců. Vystoupila zde také skupina Bezobratři, která hraje na nástroje z bezového dřeva.

## Historie festivalu
První čtyři ročníky festivalu (2011–2014) proběhly v bystrckém Hotelu Santon (v plném tehdejším názvu názvu "Orea Wellness Hotelu Santon", aktuálně používaném "OREA Resort Santon"). Další dva ročníky (2015–2016) pak ve Středisku volného času Lužánky a okolním parku Lužánky.

### Vznik festivalu
Idea festivalu vznikla v průběhu workshopu 25. března 2011 v Hotelu Santon, kde byl analyzován neúspěšný projekt "I. vegetariánského bálu", který měl proběhnout ve stejný den, ale musel být pro nízký zájem veřejnosti zrušen. Po analýze příčin neúspěchu (nekonzistentnost propojení plesu, propagace vegetariánství a jógy), navrhl jeden z účastníků uspořádat jiný typ akce, která by kombinovala zájmové cíle konzistentněji, ve větší synergii i přínosy s ohledem na původní zájmy. Návrh znamenal uspořádat akci pro veřejnost, která bude společným teambuildingem zaměřeným na osvětu zdravého pohybu a stravy, na který naváže večerní uzavřená společenská část, která by plnila druhou oblast cílů. Takto vznikla idea Festivalu zdraví a pohody.

### 1. ročník (2011)

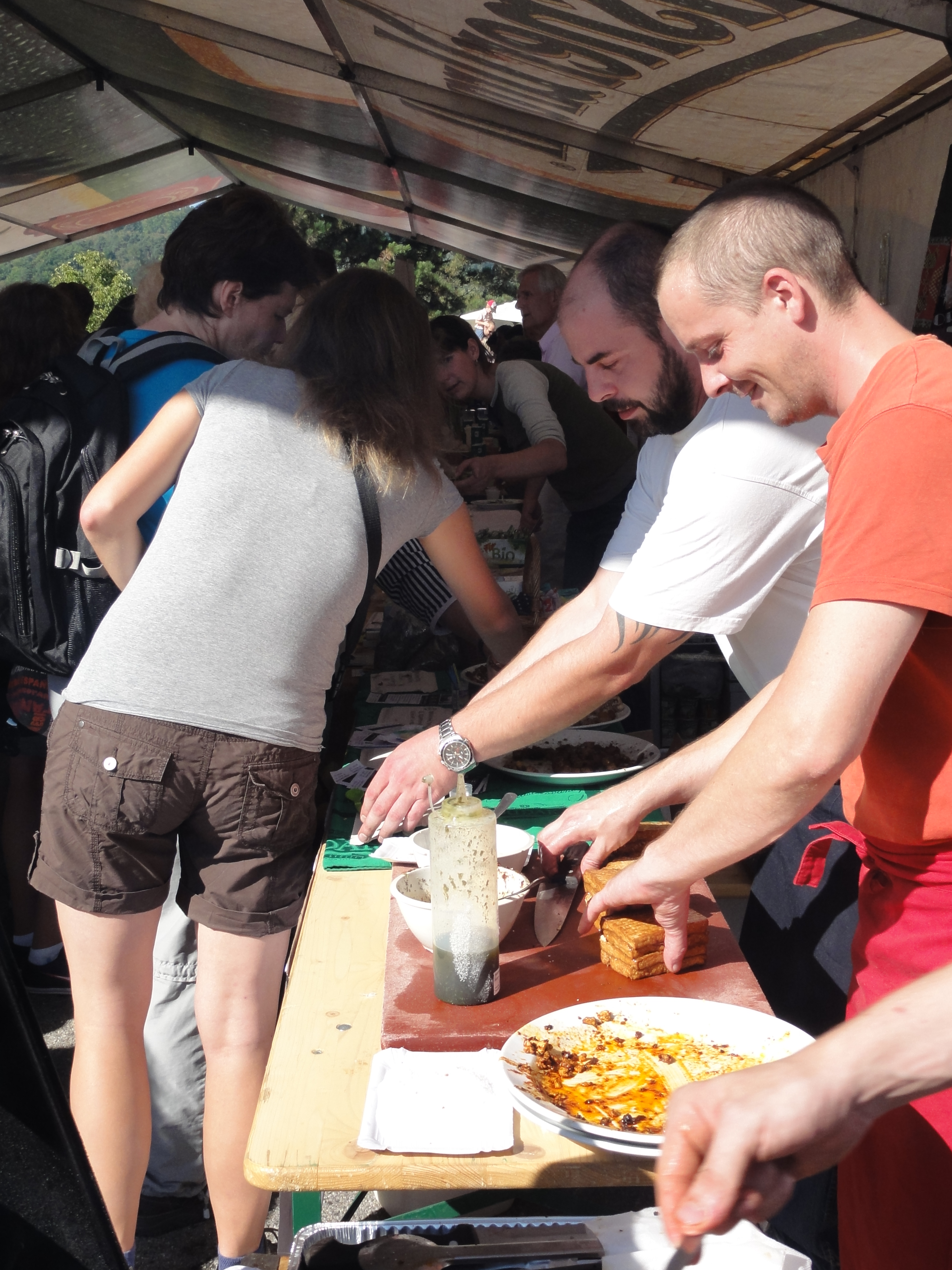
Festival 2011 Gastro

2. října 2011, Hotel Santon, program festivalu v citaci
Prvního ročníku se účastnilo 15 tisíc návštěvníků (nejvíce ze všech ročníků), 62 vystavovatelů, především, farmářů a provozovatelů nejrůznějších manufaktur na výrobu zdravých produktů. V tomto ročníku festivalu byly návštěvníkům k dispozici volné vstupenky na parník a hrad Veveří. Kvůli obrovskému zájmu Brňanů musely být posíleny linky MHD. V anketě s 635 respondenty na dotaz jak se jim líbil festival, odpovědělo, 67,7 % z dotazovaných „rozhodně ano“ a 32,0 % „spíše ano“, tedy 99,7 % hodnotilo festival kladně.

### 2. ročník (2012)

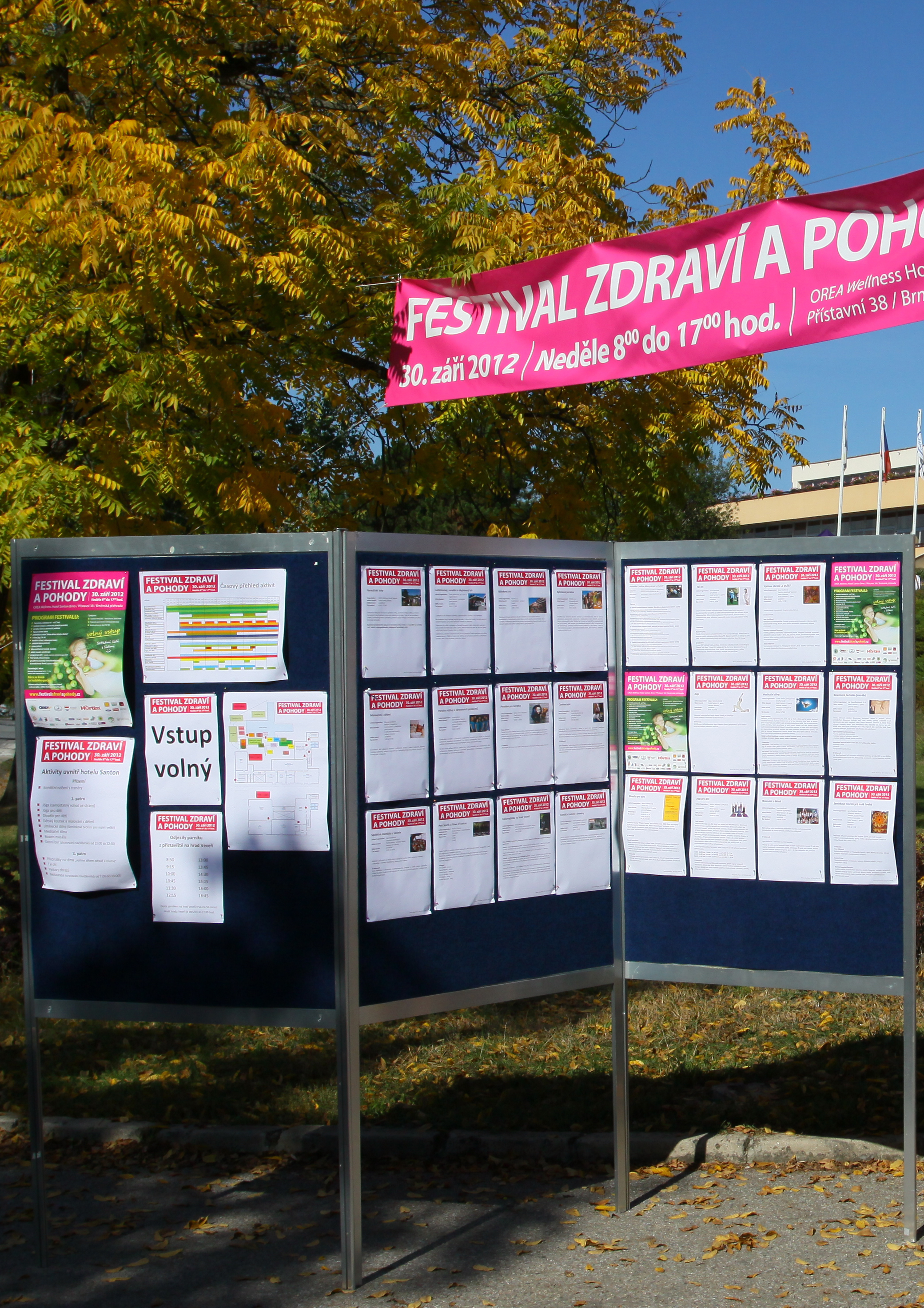
Poster s programem festivalu 2012

30. září 2012, Hotel Santon, program festivalu v citaci
Festivalu se účastnilo cca 10 tisíc návštěvníků. Byly rozšířeny trhy na celkem čtyři: farmářský, bylinkový a speciální olejninový a cereální. V tomto ročníku byla i konference na téma Vaříme dětem zdravě a chutně se zaměřením na kvalitu potravin, význam obilovin a olejnatých semen v dětské výživě s praktickým návodem, jak na to. Jedním z hostů byla i škola Chen taiji.

### 3. ročník (2013)

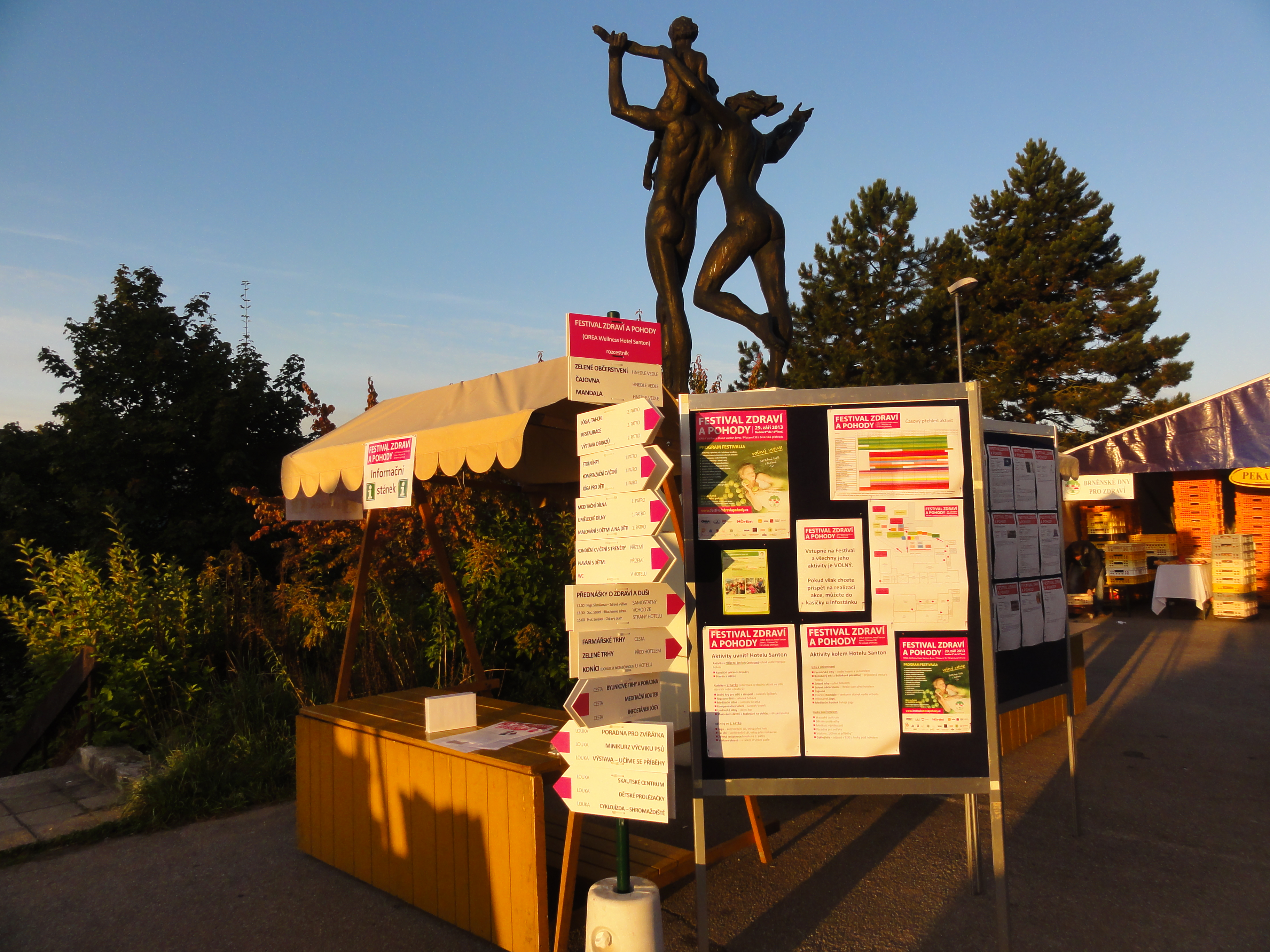
Informační místo festivalu 2013

29. září 2013, Hotel Santon, program festivalu v citaci
Mimo tradičního programu byly zařazeny přednášky prof. Smékala "Zdravý duch ve zdravém těle", doc. Stratila "Zdraví a potraviny z pohledu biochemie" a Dr. Slimákové "Zdravá výživa pro každého".

### 4. ročník (2014)
28. září 2014, Hotel Santon, program festivalu v citaci.
Přednášky byly zaměřeny na téma děti a rodičovství v širším kontextu: Dr. Dobešová: Zkušeností k respektování, Dr. Slimáková: Zdravá výživa dětí, Prof. Smékal: Dítě v nás.

### 5. ročník (2015)

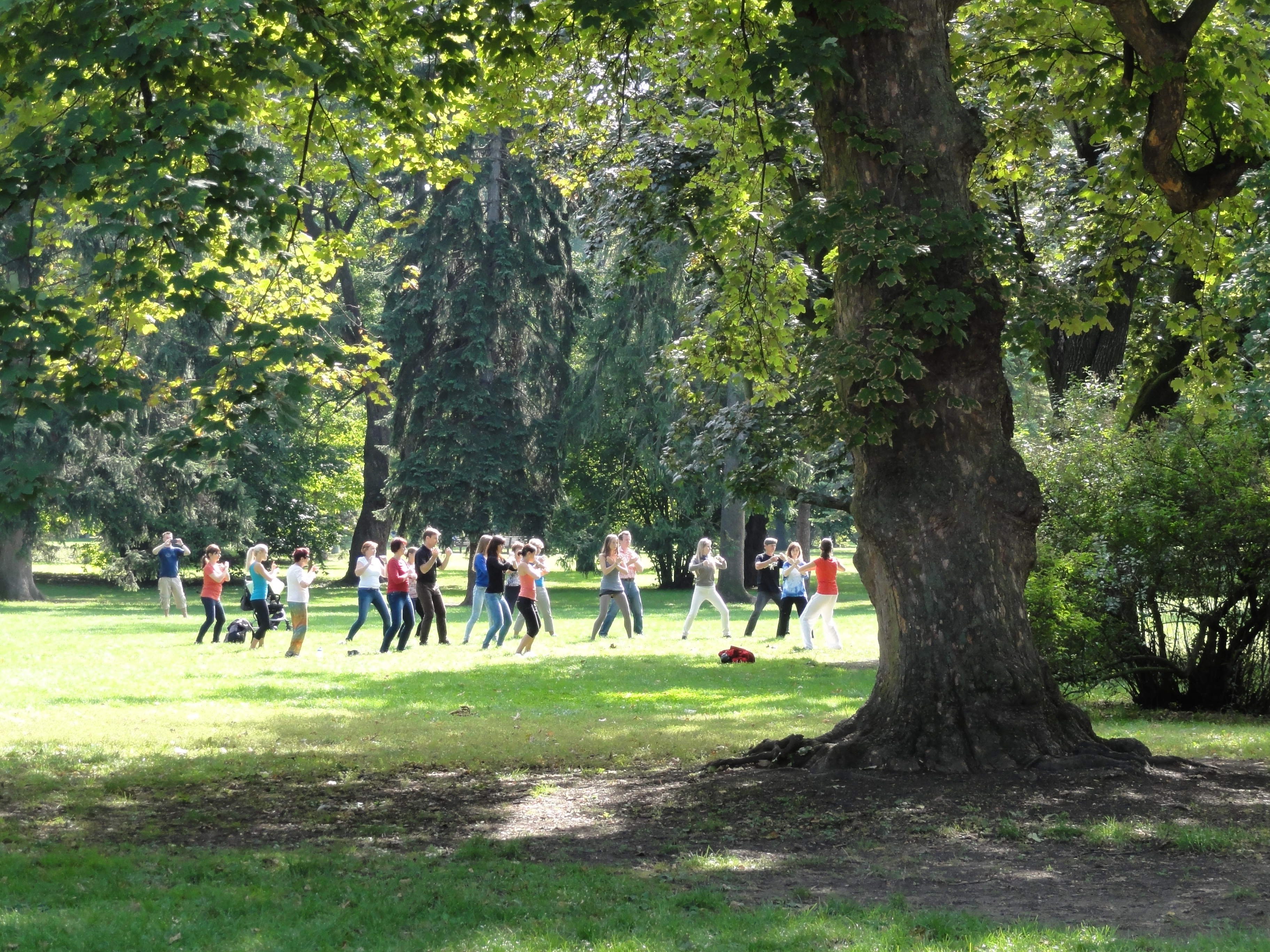
Cvičení tai chi, Lužánky 2015

9. září 2015, ve Středisku volného času Lužánky a okolní park Lužánky. Program festivalu v citaci Vystavovatelé v tomto ročníku v citaci.
Novinkou festivalu bylo artistická dílna Cirkus LeGrando a dílny ve Středisku volného času Lužánky.

### 6. ročník (2016)

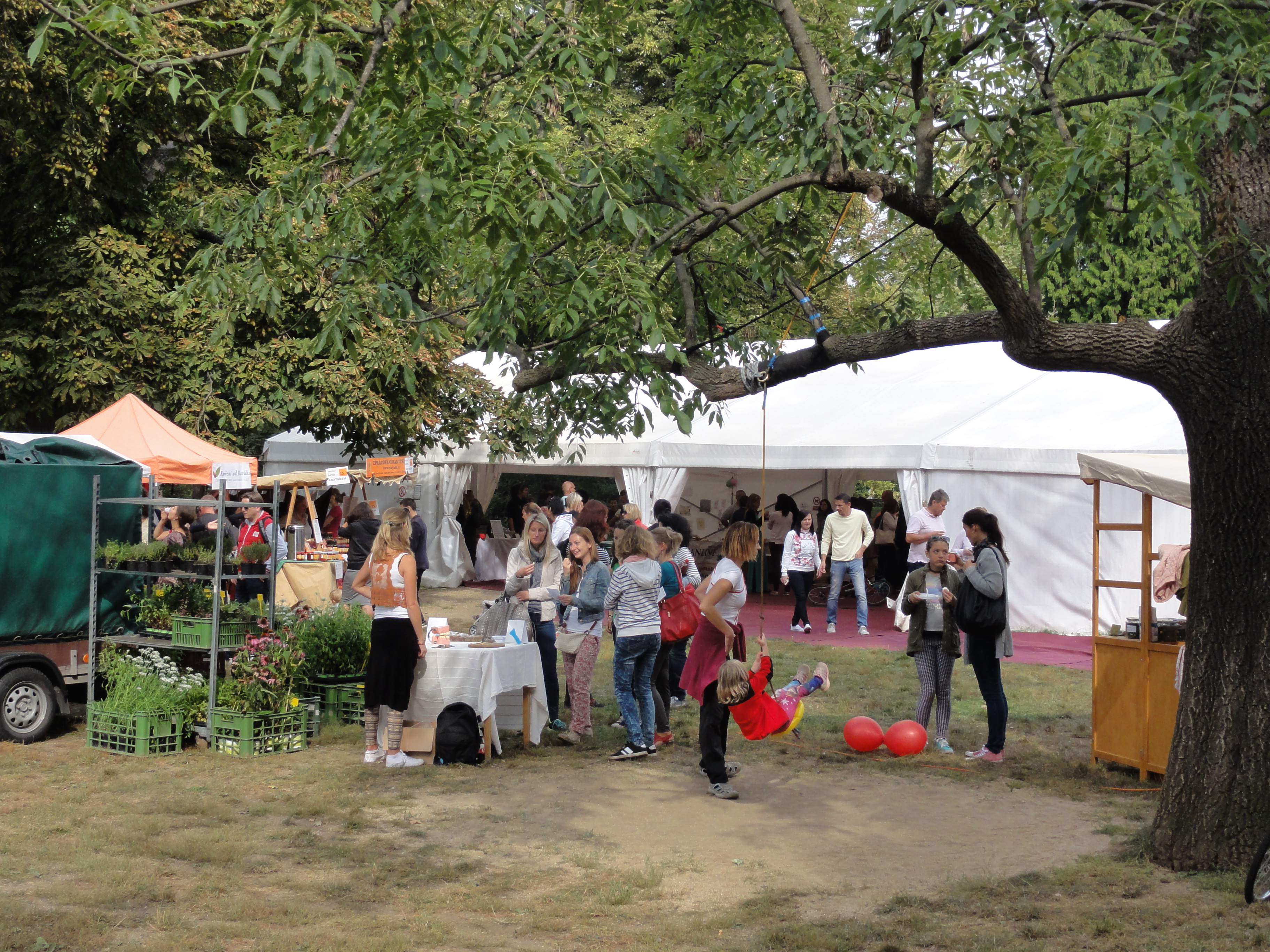
Festival v Lužánkách, 2016

24. září 2016, ve Středisku volného času Lužánky a okolní park Lužánky. Program festivalu v citaci

### Ukončení tradice festivalu
Po šestém ročníku festivalu organizátoři festivalu usoudili, že propagované priority se v mezidobí staly více méně již běžnou součástí společnosti, často v nabídce různých firem a organizací, a není nutné je dále propagovat, a proto tradici festivalu ukončili.[zdroj⁠?!]

## Principy festivalu
Základní principy a etický kodex Festivalu zdraví a pohody byl formulován do deseti bodů:
1. Bezbariérovost a zacílení na širokou veřejnost – návštěvníci mohou získat nové zkušenosti, aniž by museli překonávat velké fyzické či psychické bariéry a stereotypy.
2. Pozitivní přístup – akce nepředkládá dogmata a neagituje, ale poskytuje vyvážené informace a ukazuje výhody alternativ oproti obvyklému způsobu života.
3. Čistota záměru a vize – konzistence akce a jejích aktivit bez kompromisních řešení, například na základě požadavků potenciálních sponzorů a komerčních vystavovatelů.
4. Osobní zkušenost – důraz na aktivní zapojení návštěvníků do aktivit (ochutnávání, vyzkoušení cvičení, informování a diskuse).
5. Neziskovost – akce není realizována za účelem dosažení zisku, využívá dobrovolnickou práci; rozpočet je vyrovnaný, skromný, pokrývající zejména materiální výdaje.
6. Apolitičnost – přestože pořadatelé, návštěvníci i partneři mohou mít politický názor, či být členy politických stran a hnutí, politická témata nejsou během akce řešena.
7. Týmový duch a odpovědnost – společná práce; tolerování < akceptování < respekt k ostatním; osobní odpovědnost za aktivity a hierarchie odpovědnosti.
8. Podpora rostlinných potravin – z hlediska stravování je akce orientována výlučně na potraviny rostlinného původu, jejichž využívání je běžně nedostatečné.[pozn. 1]
9. Kvalita potravin – jsou podporovány a prezentovány kvalitní potraviny zejména od českých zemědělců a výrobců s vysokou nutriční hodnotou a bez chemických aditiv.
10. Bez závislostí – na trzích a během hlavních aktivit není možný prodej a konzumace alkoholu, cigaret a samozřejmě i ostatních drog.[pozn. 2]

## Organizace festivalu

### Přípravný výbor
Složení přípravného výboru se vyvíjelo, zejména s ohledem na hostující partnery (v letech 2011 až 2014 Hotel Santon a v letech 2015 a 2016 Středisko volného času Lužánky).
| Člen                | Organizace                     | Role                                             | 2011 | 2012 | 2013 | 2014 | 2015 | 2016 |
| ------------------- | ------------------------------ | ------------------------------------------------ | ---- | ---- | ---- | ---- | ---- | ---- |
| Hynek Dvořáček      | Hotel Santon                   | hlavní pořadatel za hotel Santon, manažer večera | ano  | ano  | ano  | ano  |      |      |
| Antonino Milicia    | soukromá osoba                 | projektový manažer, printy a web                 | ano  | ano  | ano  | ano  | ano  | ano  |
| Miroslav Klíč       | soukromá osoba                 | manažer dne – interiéry, dobrovolníci            | ano  | ano  | ano  | ano  | ano  | ano  |
| Eva Lavičková       | Hotel Santon                   | manažer dne – exteriéry, PR podpora              | ano  | ano  | ano  | ano  |      |      |
| Jaroslav Škvařil    | ČSVV                           | trhy, spojka na gastro producenty                | ano  | ano  |      |      |      |      |
| Kateřina Děkaníková | Středisko volného času Lužánky | hlavní pořadatel za SVČL                         |      |      |      |      | ano  | ano  |

Stálým hostem byla Ivana Draholová (Zdravé město).
Všechny ročníky Festivalu zdraví a pohody mohly vzniknout jen díky práci desítek dobrovolníků.

### Způsob řízení

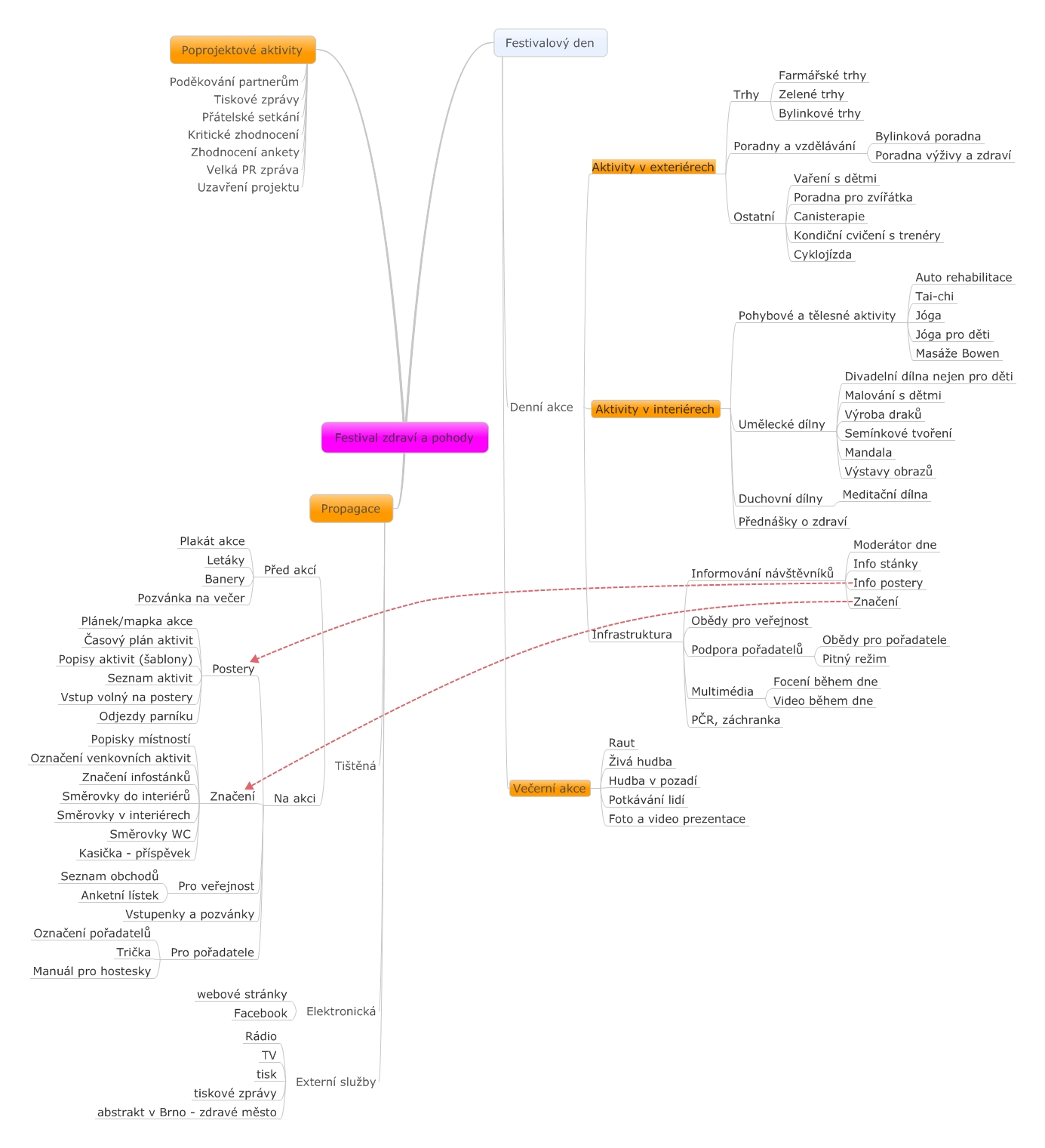
WBS festivalu 2013

Neobvyklý byl způsob řízení festivalu, který ač ryze dobrovolnická a nekomerční akce byl řízen na základě projektového řízení (podle metodiky PRINCE2). V přípravném týmu byl ředitel hotelu, ředitel firmy, majitel firmy a bývalý ředitel školy, tedy zde byl neobvyklý průnik dobrovolnictví a snahy a zkušeností s dosahováním výsledků efektivním způsobem.

### Ekonomika
Festival byl koncipován jako přísně nekomerční, dobrovolnický, nízkonákladový s vyrovnaným hospodařením. Velká část materiálního zabezpečení byla získána sponzorsky. Ostatní náklady byly hrazeny z příjmů od farmářů účastnících se na trzích. Některé ročníky byly podpořeny i místní samosprávou a dalšími sponzory.

## Ocenění
V květnu 2011 byly v časopisu Týden Bystrcké farmářské trhy ze 150 trhů v té době probíhajících v České republice ohodnoceny jako druhé nejlepší. V listopadu roku 2012 obdržel hotel Santon za svou činnost pro veřejnost, zahrnující také farmářské trhy a festivaly, prestižní ocenění „Odpovědný hotel a restaurace 2012“ udělované platformou Byznys pro společnost (TOP Odpovědná firma 2012).